# الفن الكوشاني

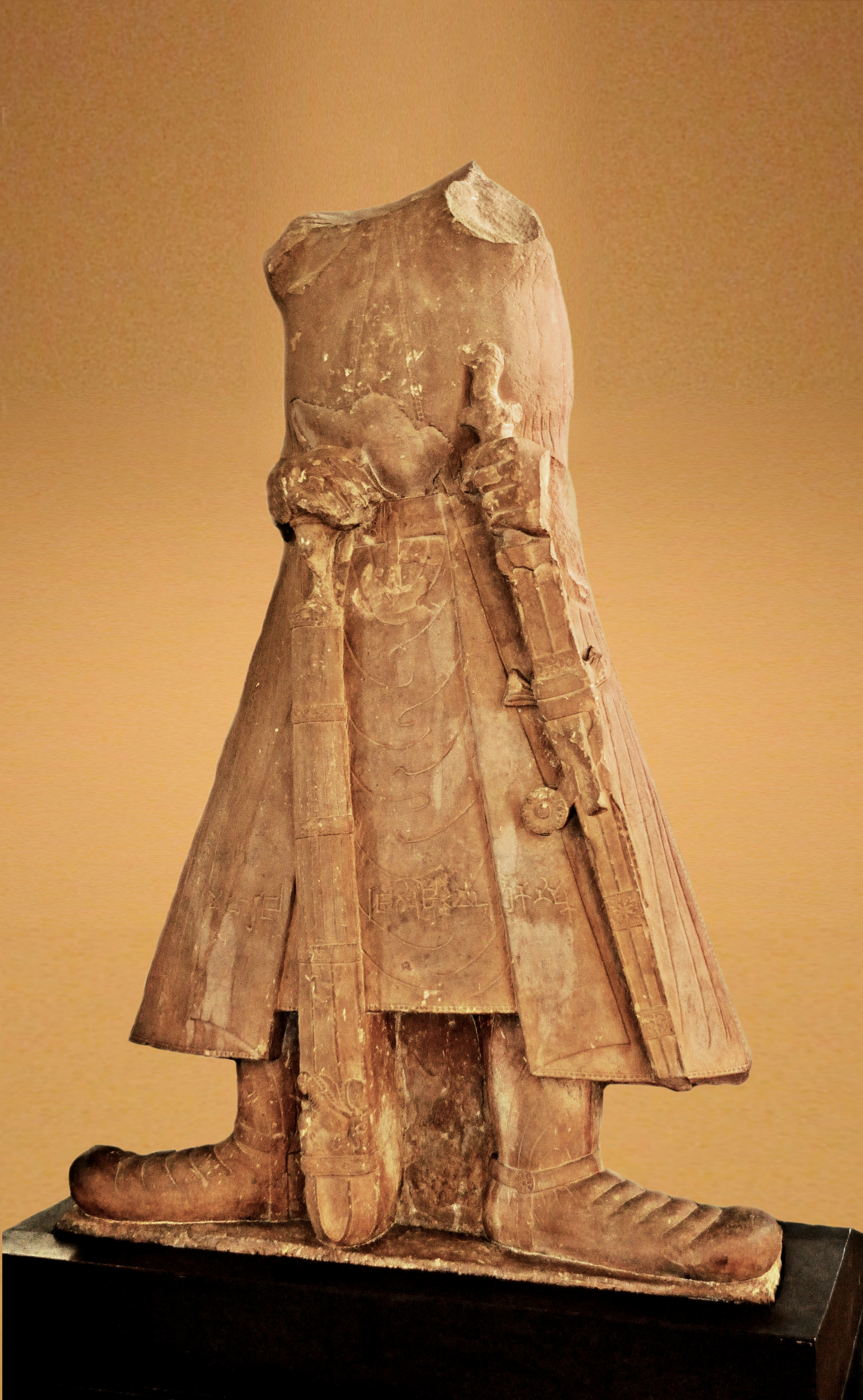

ازدهر الفن الكوشاني، فن الإمبراطورية الكوشانية في شمال الهند، بين القرنين الأول والرابع الميلاديين. يمزج هذا الفن بين تقاليد الفن اليوناني البوذي في غاندارا، المتأثر بالشرائع الفنية الهلنستية، وفن ماثورا الهندي. يتبع الفن الكوشاني الفن الهلنستي للمملكة الإغريقية البخترية بالإضافة إلى الفن الهندي الإغريقي الذي كان مزدهرًا بين القرن الثالث قبل الميلاد والقرن الأول الميلادي في باختر وشمال غرب الهند. هاجر الكوشان من شمال غرب الصين قبل غزوهم شمال ووسط الهند وإثبات وجودهم كإمبراطورية كاملة، واحتلوا هذه الأراضي الهلنستية في آسيا الوسطى لأكثر من قرن، حيث يُعتقد أنهم استوعبوا بقايا السكان اليونانيين والثقافة اليونانية والفن اليوناني، وكذلك اللغات والنصوص المستخدمة في عملاتهم النقدية والنقوش: استخدموا اللغة اليونانية والبخترية، مع الخط البراهمي الهندي.
مع زوال الإمبراطورية الكوشانة في القرن الرابع الميلادي، سادت إمبراطورية جوبتا الهندية الأصلية، وتطور فن جوبتا. ضمت إمبراطورية جوبتا أجزاءً شاسعة من وسط، وشمال، وشمال غرب الهند حتى البنجاب وبحر العرب، واستمرت في التقاليد الفنية السابقة للكوشان وتوسعت في تطوير أسلوب جوبتا الفريد.

## فن السلالة الكوشانية
بقيت بعض الآثار الدالة على وجود الكوشان في مناطق باختر وبلاد الصغد. تُعرف الهياكل الأثرية في تاخت-ي-سانغين، وسرخ كوتل (معبد ضخم)، وفي قصر خالشيان. تُعرف العديد من المنحوتات والأفاريز، التي تمثل رماة سهام يمتطون الخيول، وخاصةً الرجال ذوو الجماجم المشوهة اصطناعيًا، مثل الأمير الكوشاني خالشيان (ممارسة مشهودة بكثرة في آسيا الوسطى البدوية).

### خالشيان (القرن الأول قبل الميلاد)
يُرّجح أن يكون فن خالشيان، منذ نهاية القرن الثاني حتى القرن الأول قبل الميلاد، أحد أوائل المظاهر المعروفة للفن الكوشاني. يشتق أساسًا من الفن الهلنستي، من فن مدينتي آي خانوم ونسا على الأرجح. أظهرت صفوف تماثيل التراكوتا ثلاثية الأبعاد في خالشيان الأمراء الكوشان في مواقف وقورة، ويُعتقد أن بعض المشاهد المنحوتة تصور الكوشان وهم يقاتلون ضد الساكا. يظهر اليوتشي بسلوك مهيب، في حين يُمثل الساكا عادةً بشوارب جانبية، ويظهرون ميزات معبرة وبشعة أحيانًا.
وفقًا لبنجامين رولاند، سبقت الأنماط والنوع الإثني المرئي في خالتشيان بالفعل خصائص فن غاندارا اللاحق وربما كانت حتى أصل تطوره. يلفت رولاند الانتباه خاصةً إلى تشابه الأنواع الإثنية الممثلة في خالشيان وفي فن غاندارا، وإلى أسلوب البورتريه نفسه أيضًا. فوجد رولاند مثلًا تقاربًا كبيرًا بين الرأس الشهير للأمير الوتشي خالشيان، ورأس البوداسف الغانداري، وأعطى مثال على رأس بوداسف الغانداري في متحف فيلادلفيا. يعتبر التشابه بين البوداسف الغانداري وصورة حاكم كوشان هيرايوس أمرًا مدهشًا أيضًا. وفقًا لرولاند، نجا فن خالشيان البختيري لعدة قرون بفضل تأثيره بفن غاندارا، وذلك بفضل رعاية الكوشان.

### باختر والهند (القرنان الأول والثاني ميلادي)
يبدو أن السلالة الكوشانية فضلت فن البورتريه الملكي، كما يتضح في عملاتهم المعدنية ومنحوتاتهم الأسرية. عُثر على تمثال ضخم للملك كانيشكا الأول في ماثورا بشمال الهند، والذي يتميز بوقفته القتالية الأمامية، ويحمل سيفه وصولجانه بحزم. كان معطفه السميك وأحذية ركوب الخيل نموذجيان في آسيا الوسطى البدوية، ولكنهما كانا سميكان جدًا بالنسبة لمناخ الهند الدافئ. يزين معطفه بمئات اللآلئ التي ترمز غالبًا إلى ثروته. يُدون لقبه الملكي الفخم بالخط البراهمي: «الملك العظيم، ملك الملوك، ابن الإله، كانيشكا».
مع تكيف الكوشان تدريجيًا مع الحياة في الهند، أصبح لباسهم أخف تدريجيًا، وقل تمثيلهم بشكل أمامي وأصبح طبيعيًا أكثر، ولكن احتفظوا بالعناصر المميزة للباسهم البدوي، مثل البنطلونات والأحذية، والسترات السميكة والأحزمة العريضة.

## فن غاندارا تحت حكم الكوشان
مزج الفن الكوشاني بين تقاليد الفن اليوناني البوذي في غاندارا، المتأثر بالشرائع الفنية الهلنستية، وفن ماثورا الهندي. يُعتقد أن الكوشان أنتجوا أغلب الفن اليوناني البوذي في غاندارا، بدءًا من نهاية القرن الأول الميلادي.
كان الكوشان انتقائيين في دياناتهم، إذ قدسوا عشرات الآلهة من التقاليد الإيرانية أو اليونانية أو الهندية، ويمكن ملاحظة ذلك على عملاتهم المعدنية. يُعتقد أن هذا الجو الديني المتسامح، بالإضافة إلى الانفتاح على الفنون المرئية، شجعا على إنشاء فن تصويري مبتكر في التقاليد الجاينية والبوذية والبراهمانية. مُثل بوذا برموز فقط في الفن الهندي السابق كما في سانشي أو بارهوت. يبدو أن أول تمثيلات معروفة لبوذا ظهرت قبل وصول الكوشان، كما يتبين في صندوق بيماران، لكن ازدهر الفن البوذي حتمًا في ظل حكمهم، وتعود معظم التماثيل المبكرة المعروفة لبوذا إلى الفترة الكوشانية.
يمكن التأكد من خصائص الفن الكوشاني المبكر في تصوير بوذا من خلال دراسة العديد من التماثيل التي تحمل نقوشًا مؤرخة. تُظهر بعض تماثيل بوذا القائم التي تحمل نقوشًا تعود إلى عام 143 ميلادي، مثل بوذا لوريان تانغي، أن ميزات ذلك الوقت متأخرة إلى حد ما ومتدهورة نوعًا ما مقارنة بالأنواع الأكثر كلاسيكية: كان شكل بوذا أكثر بدانة نسبيًا، وأقصر وأعرض، ولم تكن الأقمشة ثلاثية الأبعاد، وكان الرأس كبير وعريض الفك.
يمكن رؤية العديد من أتباع الكوشانية، بزي آسيا الوسطى المميز، في التماثيل البوذية في غاندارا وماثورا.

## فن ماثورا تحت حكم الكوشان
أسس الكوشان منذ عهد فيما كادفيسيس أو كانيشكا الأول إحدى عواصمهم في ماثورا في شمال الهند. وجد مسبقًا تقليد فني مهم في ماثورا في ذلك الوقت، لكن طور الكوشان إنتاجه كثيرً، خاصةً من خلال الفن البوذي. تُعرف بعض المنحوتات لبوذا، مثل « بوذا إيسابور» من ماثورا منذ نحو 15 ميلادي، أي قبل وصول الكوشان بفترة طويلة، منذ الوقت الذي كان فيه سوداسا من سلالة ساتراب الشمالية ما زال يحكم ماثورا، ولكن كان أسلوب ورمزية هذه الرسوم المبكرة ما يزالان مبدئيان. وحد الكوشان رمزية تماثيل بوذا المبكرة هذه، وطوروا سماتها وصفاتها الجمالية بشكل غزير وعلى نطاق واسع غير مسبوق.

### بوداسفات
يشبه نمط تماثيل بوداسف في ماثورا إلى حد ما تماثيل ياكشا الضخمة السابقة، والتي يرجع تاريخها عادةً إلى قرن أو قرنين أبكر. يبدو أنه كان للفن اليوناني البوذي في غاندارا، رغم انتمائه لنفس المملكة التي حكمها الكوشان، تأثيرًا محدودًا فقط على هذه الإبداعات. يعتبر بعض المؤلفين أن التأثير الهلنستي يظهر في الحيوية والتفاصيل الواقعية للأشكال (وهو تطور مقارنةً بصلابة الفن المورياني)، واستخدام المنظور منذ عام 150 قبل الميلاد، والتفاصيل الأيقونية مثل عقدة هيرقل وهراوته، وطيات الفساتين المتموجة، أو تصوير مشاهد الباخاناليا. أثر فن ماثورا للغاية على بقية الهند، وكان «أبرز مركز إنتاج فني في القرن الثاني قبل الميلاد».